# Some Nights (bài hát)
"Some Nights" là ca khúc của nhóm nhạc indie pop Mĩ Fun.. Đây là đĩa đơn thứ hai trích từ album phòng thu thứ hai cùng tên. Đĩa đơn được phát hành vào ngày 4 tháng 6 năm 2012. Ca khúc được viết bởi Jeff Bhasker, Nate Ruess, Andrew Dost và Jack Antonoff. Video âm nhạc cho ca khúc cũng được phát hành vào ngày 4 tháng 6 năm 2012.

## Danh sách ca khúc
| Tải kĩ thuật số | Tải kĩ thuật số | Tải kĩ thuật số |
| STT             | Nhan đề         | Thời lượng      |
| --------------- | --------------- | --------------- |
| 1.              | "Some Nights"   | 4:37            |

## Truyền thông
"Some Nights" xuất hiện trong mùa cuối của bộ phim Harry's Law

## Video âm nhạc
Video âm nhạc cho "Some Nights" được phát hành trên MTV.com lúc 15h55 (giờ phương Đông) ngày 4 tháng 6 năm 2012. Video này được sản xuất bởi Eklavya Sehrawat và đạo diễn bởi Anthony Mandler. Trong video, ban nhạc hát ca khúc trong lúc một cuộc chiến tranh đang nổ ra, và theo đó là câu chuyện của một đôi yêu nhau nhưng lại bị chia cắt khỏi nhau bởi cuộc chiến ác liệt